# Cha no aji
Cha no aji (jp.茶の味, dt. Der Geschmack von Tee) ist ein Spielfilm mit komödischen, dramatischen und surrealen Elementen des japanischen Regisseurs und Drehbuchautors Katsuhito Ishii aus dem Jahr 2004.

## Inhalt
Der Film erzählt aus dem Leben der fünfköpfigen Familie Haruno, die nördlich von Tokio in der ländlichen Präfektur Tochigi lebt. Hajime, ein zurückhaltender Teenager mit Vorliebe für Go, kämpft mit seiner Pubertät und um die Gunst seiner neuen Mitschülerin Aoi. Dessen kleine Schwester Sachiko macht sich Sorgen um die überdimensionale Kopie ihrer selbst, die sie überall zu verfolgen scheint. Yoshiko, die Mutter der beiden, arbeitet zu Hause als Animatorin von Animes und lässt sich dabei vom exzentrischen, energiegeladenen Großvater inspirieren, der früher ebenfalls diesen Beruf ausgeübt hat. Nobuo Haruno, Oberhaupt der Familie, arbeitet meist bis spät am Abend als Psychotherapeut, wobei seine Erlebnisse mit den Patienten ihn häufig in Verlegenheit bringen. Onkel Ayano ist bei den Harunos zu Besuch, um sich nach einer Trennung von seiner Frau von seinem Beruf und der Großstadt zu erholen. So erzählt der Film die Geschichte jedes Protagonisten.
Gegen Ende des Films stirbt der Großvater und hinterlässt jedem der Familienmitglieder einen Malblock mit einer persönlichen Animation, die aus handgemalten Einzelbildern besteht. Hajime kommt seiner Liebe ein Stück näher und Sachiko wird endlich von ihrem riesigen Ich befreit; das Leben der Übrigen nimmt seinen üblichen Lauf.

## Auszeichnungen
| Filmfestival                                    | Preis/Kategorie                                          |
| ----------------------------------------------- | -------------------------------------------------------- |
| Blue Ribbon Award                               | Best New Actress (Anna Tsuchiya)                         |
| Blue Ribbon Awards                              | Best Supporting Actor (Jô Odagiri)                       |
| Dejima Japanese Film Festival                   | Audience Award (Katsuhito Ishii)                         |
| Entrevues Film Festival                         | Audience Award – Feature Film (Katsuhito Ishii)          |
| Entrevues Film Festival                         | Grand Prix – Foreign Film (Katsuhito Ishii)              |
| Fant-Asia Film Festival                         | Best Asian Film (Katsuhito Ishii)                        |
| Hawaii International Film Festival              | Golden Maile Award – Narrative Feature (Katsuhito Ishii) |
| Hochi Film Awards                               | Hochi Film Award – Best New Actress (Anna Tsuchiya)      |
| Kinema Junpo Awards                             | Kinema Jumpo Award – Best New Actress (Anna Tsuchiya)    |
| Mainichi Film Concours                          | New Talent Award (Anna Tsuchiya)                         |
| Neuchâtel International Fantasy Film Festival   | Denis-de-Rougemont Youth Award (Katsuhito Ishii)         |
| Puchon International Fantastic Film Festival    | Jury's Choice Award – Feature Film (Katsuhito Ishii)     |
| Sitges – Catalonian International Film Festival | Orient Express Award – Special Mention (Katsuhito Ishii) |
| Tallinn Black Nights Film Festival              | Netpac Award (Katsuhito Ishii)                           |
| Yokohama Film Festival                          | Festival Prize – Best New Talent (Anna Tsuchiya)         |